# São Pedro (Vila Real)
São Pedro (llamada oficialmente Vila Real (São Pedro)) era una freguesia portuguesa del municipio de Vila Real, distrito de Vila Real.

## Geografía
São Pedro era una de las tres freguesias urbanas de Vila Real, que ocupaba la zona sudeste de la ciudad, en ambas márgenes del río Corgo. Su territorio abarcaba parte del centro histórico y uno de los barrios más típicos, el de Santa Margarida, conocido popularmente como Bairro dos Ferreiros.

## Historia
Los orígenes de la freguesia se remontan a la erección, a fines de la Edad Media, de una capilla extramuros dedicada a San Nicolás, como consecuencia de la expansión del burgo y de la creciente distancia a la entonces única iglesia parroquial de São Dinis. En 1528 esa primitiva capilla fue elevada a la condición de nueva parroquia, ya bajo la advocación de San Pedro, pero aún dependiente de la de São Dinis hasta 1576. Entonces comenzó su autonomía, que no se hizo completa, con la creación de la freguesia, hasta 1856.
A lo largo de siglo y medio de historia los límites de la freguesia de São Pedro sufrieron importantes alteraciones. Así, en 1872 se extendió por primera vez a la margen izquierda del río Corgo, con territorio cedido por la freguesia de Arroios. En 1960 Sāo Pedro cedió a su vez parte de su extensión para la creación de la nueva freguesia de Nossa Senhora da Conceição; siendo "compensada" por esa segregación con la anexión de territorios procedentes de las freguesias de Folhadela, Arroios (otra vez) y Mateus, todas ellas en la margen izquierda del río Corgo. De esta suerte, São Pedro acabó por tener tres cuartas partes de su área allende el río.
Fue suprimida el 28 de enero de 2013, en aplicación de una resolución de la Asamblea de la República portuguesa promulgada el 16 de enero de 2013 al unirse con las freguesias de Nossa Senhora da Conceição y São Dinis, formando la nueva freguesia de Vila Real.

## Patrimonio

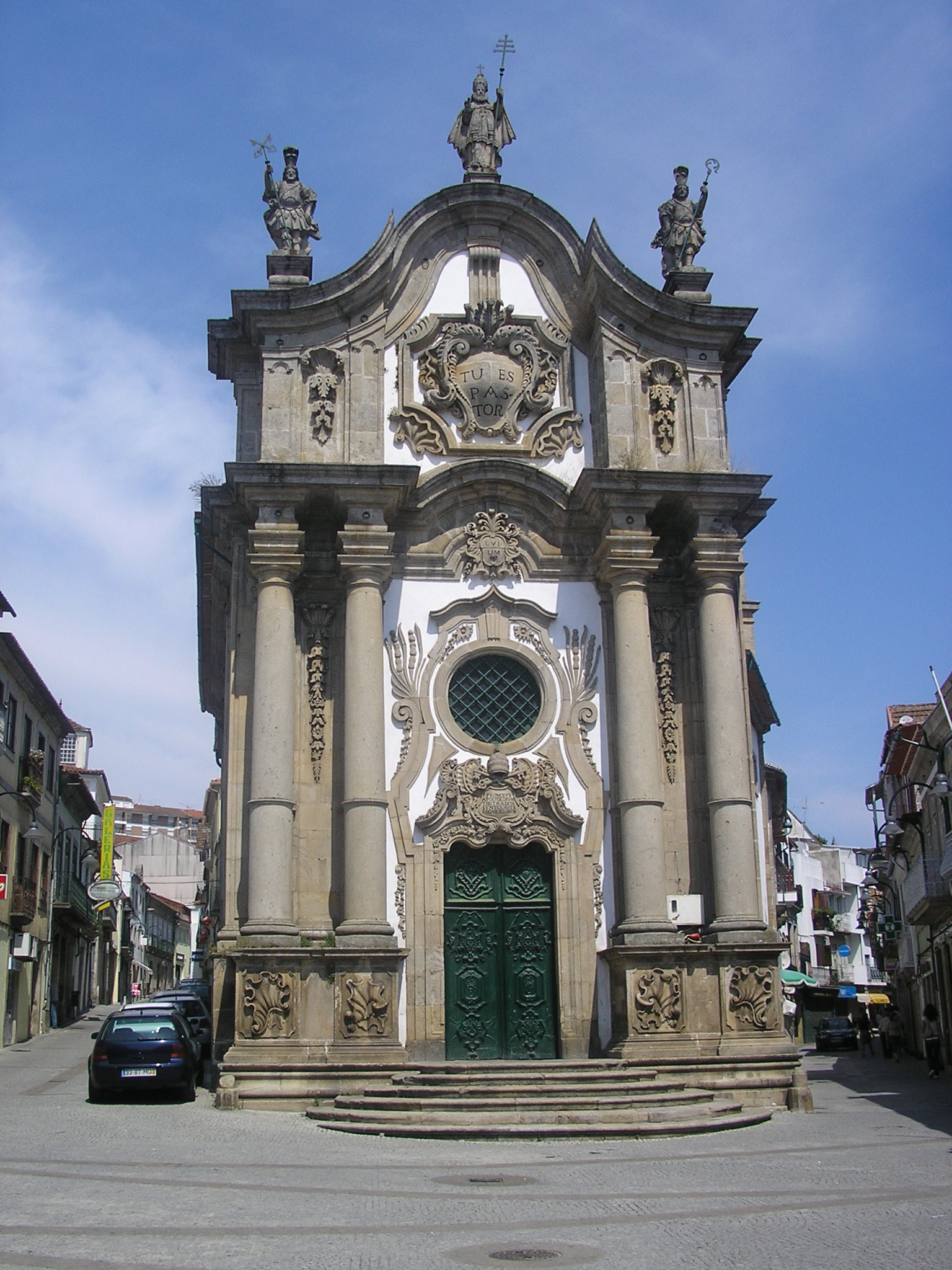
Capela Nova

En el patrimonio histórico-artístico de la antigua freguesia destaca la denominada Capela Nova o Igreja dos Clérigos (antes conocida como iglesia de São Paulo o de São Pedro Novo), construida en estilo barroco a partir de 1639, aunque acabada ya en pleno siglo XVIII, evolución que se deja sentir en su imponente fachada, atribuida al importante arquitecto toscano Nicolau Nasoni. En su interior, las paredes están revestidas de paneles de azulejos en azul y blanco que representan escenas de las vidas de San Pedro y de San Pablo.